# Будешть (Вилча)
Будешть, Будешті (рум. Budești) — село у повіті Вилча в Румунії. Входить до складу комуни Будешть.
Село розташоване на відстані 151 км на північний захід від Бухареста, 4 км на південь від Римніку-Вилчі, 93 км на північний схід від Крайови, 115 км на південний захід від Брашова.

## Населення
За даними перепису населення 2002 року у селі проживали 1135 осіб, усі — румуни. Усі жителі села рідною мовою назвали румунську.